# Siegfried Pollack
Siegfried Pollack (* 8. Juni 1929 in Forst in der Niederlausitz; † 20. Februar 2018) war ein deutscher Kunstlehrer sowie Metall- und Grafikdesigner und Maler.

## Leben
Im Jahr 1939 zog Pollacks Familie, bedingt durch berufliche Veränderungen des Vaters, nach Bremen. Nach dem Zweiten Weltkrieg absolvierte Siegfried ein einjähriges Volontariat in einer Druckerei in Bremen. Zwischen 1946 und 1948 studierte er an der Kunstschule Bremen in der Zeichenklasse. Zeitgleich arbeitete er als Entwurfszeichner und Modelleur für Silberwaren bei der Bremer Silberwarenfabrik Wilkens & Söhne. Er schloss ein zweisemestriges Studium in der Bildhauerklasse an.
Eine Ausbildung zum Silberschmied und Modelleur absolvierte er von 1948 bis 1949 an der Staatlichen Zeichenakademie Hanau – Fachschule für das Edelmetallgewerbe, um seine Kenntnisse auf dem Gebiet der Metallgestaltung zu vertiefen. Dabei erwarb er grundlegende Kenntnisse und Fähigkeiten in der Goldschmiede- und Emailtechnik, im Ziselieren sowie Modellieren und dem Entwerfen von Silberwaren. Nach Abschluss dieser Ausbildung kehrte er nach Bremen zurück, wo er bis zum Jahr 1952 bei der Bremer Silberwarenfabrik als Entwurfszeichner und Modelleur für Bestecke tätig war.
Daraufhin entschloss er sich, an der Schule für Kunst und Handwerk in Saarbrücken zu studieren. Er belegte die Grundlehre bei Boris Kleint und Oskar Holweck und besuchte die Grafikklasse bei Hannes Neuner. Zu Beginn des Studiums arbeitete er zeitweise als Bauhilfsarbeiter, führte Metall- und Grafikerarbeiten aus und war im Zeichenbüro der Saarbrücker Zeitung tätig. Im Jahr 1953 richtete er sein Atelier in Saarbrücken ein und war als freischaffender Grafik- und Metalldesigner tätig. Es entstanden zahlreiche individuelle Design-Arbeiten für den privaten und den öffentlichen Raum.
Er führte darüber hinaus größere Aufträge im sakralen Raum aus, wie zum Beispiel im Jahr 1963 das Kupferkreuz am Friedhofseingang in Wadgassen und im Jahr 1965 die Türen der Katholischen Kirche St. Josef in Elm-Sprengen. Im Jahr 1969 fertigte er die Amtskette in Email-Zellenschmelz-Technik für den Oberbürgermeister der Kreisstadt Saarlouis an. In den Jahren von 1961 bis 1970 war Pollack Vorstandsmitglied und Vorsitzender der Arbeitsgemeinschaft des Kunsthandwerks Saarland und veranstaltete Lehrerfortbildungen im Bereich kunsthandwerklicher Techniken und bildnerischer Gestaltung. Seit den 1960er Jahren absolvierte er eine Zusatzausbildung für musisch-technische Lehrer und trat im Jahr 1967 in den saarländischen Schuldienst ein. Bis zum Jahr 1991 war er als Kunsterzieher am Staatlichen Realgymnasium Dillingen/Saar (heute Albert-Schweitzer-Gymnasium) tätig. Zwischen 1973 und 1975 absolvierte er erfolgreich ein pädagogisches Studium für Kunsterziehung und Arbeitslehre an der Pädagogischen Hochschule in Saarbrücken.
Von 1980 bis 1996 war er an der Schwalbacher Malschule tätig, die er von 1994 bis 1996 leitete. Seit 1981 gehört er der Künstlergruppe Untere Saar e. V. an, der er zwischen 1988 und 1991 vorstand. Seit 1988 ist er Mitglied im Bund Bildender Künstler und Member of international Association of Hand Papermakers and Paper Artists.
In den 1970er Jahren begann die intensive Beschäftigung mit der Malerei. Seit Mitte der 1980er Jahre entstanden Pastellarbeiten. Seit Mitte der 1990er Jahre widmete er sich der Technik des künstlerischen Papierschöpfens.
Im Jahr 2005 konnte er den Wettbewerb für die künstlerische Gestaltung des großen Fensters im neu errichteten Verwaltungs- und Dienstleistungszentrums der Gemeinde Schwalbach (Saar) (Grundsteinlegung 2004, Architekturbüro Huppert und Huppert, Saarbrücken) für sich entscheiden. Dargestellt ist Schwalbach als lebendige Gemeinde mit seiner Geschichte, seinen Traditionen und dem gesellschaftlichen Wandel.
Pollack lebte in Schwalbach-Elm.

## Auszeichnungen
Im Jahr 1958 erhielt Pollack die Goldmedaille der Handwerkskammer Metz. Ein Stipendium des saarländischen Kultusministeriums ermöglichte ihm im Jahr 1983 einen längeren Aufenthalt in der Provence. Im Jahr 2008 erhielt er den Kulturpreis der Gemeinde Schwalbach, Gemeindebezirk Elm.

## Werke im öffentlichen Raum
- Wadgassen, Kupferkreuz am Friedhofseingang, 1963, Höhe 1,70 m
- Schwalbach, Elm-Sprengen, Kirchentüren, 1965, Kupfer getrieben, 1,00 × 2,20 m; 3,00 × 3,00 m
- Saarlouis, Amtskette für Oberbürgermeister, 1969
- St. Wendel, Missions- und völkerkundliches Museum, Trenngitter, 1971, Kupfer/Email, 4,00 × 2,00 m
- Schwalbach/Elm, Bachtalschule, Turnhalle, Wandrelief, 1975, Eisen verzinkt, 2,00 × 4,00 m,
- Schwalbach/Elm, Vereinsfahne des Turnvereins 1870, 1980
- Schwalbach, Emailkreuz im Standesamt, 1985
- Schwalbach, Verwaltungs- und Dienstleistungszentrum Gemeinde Schwalbach, Ratssaal, Glasfenster, 2005, 2,60 × 2,60 m

## Werke in Sammlungen
- Amtsgericht Saarlouis
- Kreisstadt Saarlouis
- Kreisverwaltung Eisenhüttenstadt
- Kunstbesitz des Saarlandes
- Rathaus Bous/Saar
- Rathaus Eisenhüttenstadt
- Rathaus Püttlingen
- Rathaus Rodemack/Frankreich
- Stadt Forst

### Monografien
- Rolf Duroy: Siegfried Pollack, 4.  Kunstausstellung im Saalbau Schwalbach, o. O. 1981.
- Paul Rihm: Das Kreuz im Standesamt, hrsg. von der Gemeinde Schwalbach, o. O. 1983.
- Museum Haus Ludwig (Hrsg.): Siegfried Pollack, Katalog anlässlich der Retrospektive im Atelier für Kunstausstellungen, Saarlouis 1999.
- 28. Schwalbacher Kunstausstellung mit Werken des Künstlers Siegfried Pollack, Retrospektive, Schwalbach 2005.
- Retrospektive Siegfried Pollack. Schwalbach 2009

### Sammelschriften
- Rosemarie Sier: Jahresausstellung der Künstlergruppe Untere Saar im Saarlouiser Theater am Ring, Saarheimat 1987, S. 290.
- Ein Kreis bewegt sich – Bilder aus dem Kreis Saarlouis, Katalog zur Ausstellung der Künstlergruppe Saar e.V. 1988, S. 38/39, 72, 76.
- Künstlergruppe Untere Saar Saarlouis, 20 Jahre, Ausstellungen 1974–1994, Katalog zum 20-jährigen Bestehen der Künstlergruppe Untere Saar e.V. Saarlouis 1994.
- Zeitgleich, Bundesverband bildender Künstlerinnen und Künstler, Saarbrücken 1997, S. 90/91.
- IAPMA Bulletin Nr. 27, Oktober 1999, S. 34/35.
- 25 Jahre Künstlergruppe Untere Saar e.V., Edition „Zeit im Spiegel“, Hrsg. von der Künstlergruppe Untere Saar e.V., 2000, Titelbild und S. 35.
- IAPMA Bulletin Nr. 31, Frühjahr 2002, S. 9.
- IAPMA, Stars in the sky, flowers on the earth, 2004, S. 85, 101.
- Künstlergruppe Untere Saarlouis e.V. Saarlouis, 30 Jahre, Katalog zur Ausstellung Saarlouis 2004.
- Hommage à Vauban, Mappe mit 15 Siebdrucken, Saarlouis 2007.
- Jo Enzweiler (Hg.): Kunst im öffentlichen Raum, Saarland, Band 3, Landkreis Saarlouis. 1945–2006. Saarbrücken 2009, S. 351,352.